# Dorothea Elisabeth Christiansdatter
Dorothea Elisabeth Christiansdatter, född 1 september 1629 på Kronborg, död  18 mars 1687 i Köln, var morganatisk dotter till kung Kristian IV av Danmark och Kirsten Munk.

## Biografi
Dorothea Elisabeth blev känd som den kasserede frøken (den kasserade jungfrun), då kung Kristian IV misstänkte att hennes far var Rhengreven och kavalleriöversten Otto Ludwig von Salm och därför vägrade att erkänna faderskapet. Modern blev samma år skild från kungen på grund av denna misstanke och sedan förvisad till Jylland 1630. Dorotea Elisabeth blev uppfostrad av sin mormor Ellen Marsvin, som i flera år försökte få kungen att erkänna faderskapet, men som 1639 slutligen misslyckades. 
Hon blev 1637 sänd till Hamburg, till klosterskola i Köln. Hon konverterade till katolicismen och blev år 1646 nunna i augustinerorden i Köln under namnet Isabella av Jesus-Maria. Hon förklarades legitim efter faderns död 1648.